# Grand Prix Monaka 1977
Grand Prix Monaka 1977 (oficiálně XXXV Grand Prix de Monaco) se jela na okruhu Circuit de Monaco v Monte Carlu v Monaku dne 22. května 1977. Závod byl šestým v pořadí v sezóně 1977 šampionátu Formule 1.

## Závod
| Poř.   | No. | Jezdec             | Konstruktér        | Počet kol | Čas/Odstoupení  | Pořadí na startu | Body |
| ------ | --- | ------------------ | ------------------ | --------- | --------------- | ---------------- | ---- |
| 1      | 20  | Jody Scheckter     | Wolf-Ford          | 76        | 1:57:52.77      | 2                | 9    |
| 2      | 11  | Niki Lauda         | Ferrari            | 76        | + 0.89          | 6                | 6    |
| 3      | 12  | Carlos Reutemann   | Ferrari            | 76        | + 32.80         | 3                | 4    |
| 4      | 2   | Jochen Mass        | McLaren-Ford       | 76        | + 34.60         | 9                | 3    |
| 5      | 5   | Mario Andretti     | Lotus-Ford         | 76        | + 35.55         | 10               | 2    |
| 6      | 17  | Alan Jones         | Shadow-Ford        | 76        | + 36.61         | 11               | 1    |
| 7      | 26  | Jacques Laffite    | Ligier-Matra       | 76        | + 1:04.44       | 16               |      |
| 8      | 19  | Vittorio Brambilla | Surtees-Ford       | 76        | + 1:08.64       | 14               |      |
| 9      | 16  | Riccardo Patrese   | Shadow-Ford        | 75        | + 1 kolo        | 15               |      |
| 10     | 22  | Jacky Ickx         | Ensign-Ford        | 75        | + 1 kolo        | 17               |      |
| 11     | 34  | Jean-Pierre Jarier | Penske-Ford        | 74        | + 2 kola        | 12               |      |
| 12     | 24  | Rupert Keegan      | Hesketh-Ford       | 73        | + 3 kola        | 20               |      |
| Ret    | 6   | Gunnar Nilsson     | Lotus-Ford         | 51        | Převodovka      | 13               |      |
| Ret    | 7   | John Watson        | Brabham-Alfa Romeo | 48        | Převodovka      | 1                |      |
| Ret    | 4   | Patrick Depailler  | Tyrrell-Ford       | 46        | Převodovka      | 8                |      |
| Ret    | 18  | Hans Binder        | Surtees-Ford       | 41        | Palivový systém | 19               |      |
| Ret    | 28  | Emerson Fittipaldi | Fittipaldi-Ford    | 37        | Motor           | 18               |      |
| Ret    | 1   | James Hunt         | McLaren-Ford       | 25        | Motor           | 7                |      |
| Ret    | 8   | Hans-Joachim Stuck | Brabham-Alfa Romeo | 19        | Elektronika     | 5                |      |
| Ret    | 3   | Ronnie Peterson    | Tyrrell-Ford       | 10        | Brzdy           | 4                |      |
| DNQ    | 37  | Arturo Merzario    | March-Ford         |           |                 |                  |      |
| DNQ    | 33  | Boy Hayje          | March-Ford         |           |                 |                  |      |
| DNQ    | 25  | Harald Ertl        | Hesketh-Ford       |           |                 |                  |      |
| DNQ    | 22  | Clay Regazzoni     | Ensign-Ford        |           |                 |                  |      |
| DNQ    | 9   | Alex Ribeiro       | March-Ford         |           |                 |                  |      |
| DNQ    | 10  | Ian Scheckter      | March-Ford         |           |                 |                  |      |
| Zdroj: |     |                    |                    |           |                 |                  |      |

## Průběžné pořadí po závodě
Pohár jezdců
| Pořadí | Jezdec           | Body |
| ------ | ---------------- | ---- |
| 1      | Jody Scheckter   | 32   |
| 2      | Niki Lauda       | 25   |
| 3      | Carlos Reutemann | 23   |
| 4      | Mario Andretti   | 22   |
| 5      | James Hunt       | 9    |
| Zdroj: |                  |      |

Pohár konstruktérů
| Pořadí | Konstruktér        | Body |
| ------ | ------------------ | ---- |
| 1      | Ferrari            | 40   |
| 2      | Wolf-Ford          | 32   |
| 3      | Lotus-Ford         | 24   |
| 4      | McLaren-Ford       | 15   |
| 5      | Brabham-Alfa Romeo | 8    |
| Zdroj: |                    |      |